# 千佛山站 (咸鏡南道)
千佛山站（韓語：천불산역）是朝鮮民主主義人民共和國咸鏡南道荣光郡的一個鐵路車站，属于新兴线。

## 邻近车站
新兴线
豐上站 - 千佛山站 - 新兴站